# Мирная конференция по Украине (июнь 2024)
Мирная конференция по Украине в июне 2024 года — международная мирная конференция в связи с полномасштабным вторжением России в Украину в феврале 2022 года, которая прошла в отеле «Бюргеншток» в кантоне Нидвальден в Швейцарии 15 — 16 июня 2024 года. Конференция являлась продолжением серии из четырёх предыдущих международных встреч, она была организована президентом Швейцарии Виолой Амерд.

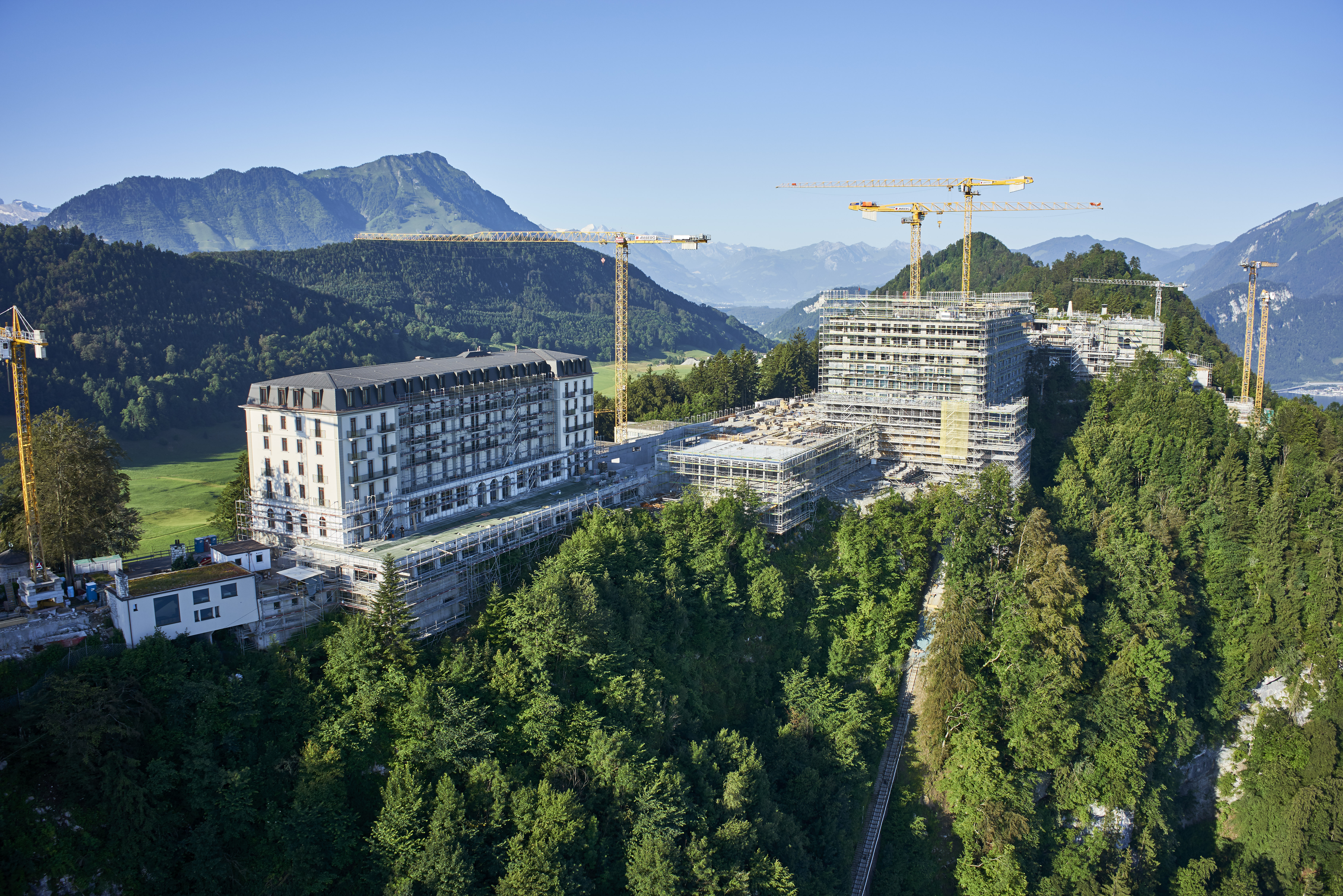
Отель «Бюргеншток»

## Предыстория

### Украинское предложение из 10 пунктов
В ноябре 2022 года президент Украины Владимир Зеленский объявил о мирном плане из 10 пунктов, касающемся вопросов ядерной безопасности; продовольственной безопасности стран Азии и Африки; энергетической инфраструктуры Украины; освобождения пленных и возвращения украинских детей, депортированных в Россию; восстановления российско-украинской границы 1991 года; вывод российских войск из Украины; судебное преследование за военные преступления во время российского вторжения в Украину; устранение экологического ущерба; гарантии от будущей российской агрессии; а также мирная конференция и международный договор. В декабре 2022 года Зеленский призвал страны G7 поддержать этот план.

### Серия из четырёх встреч

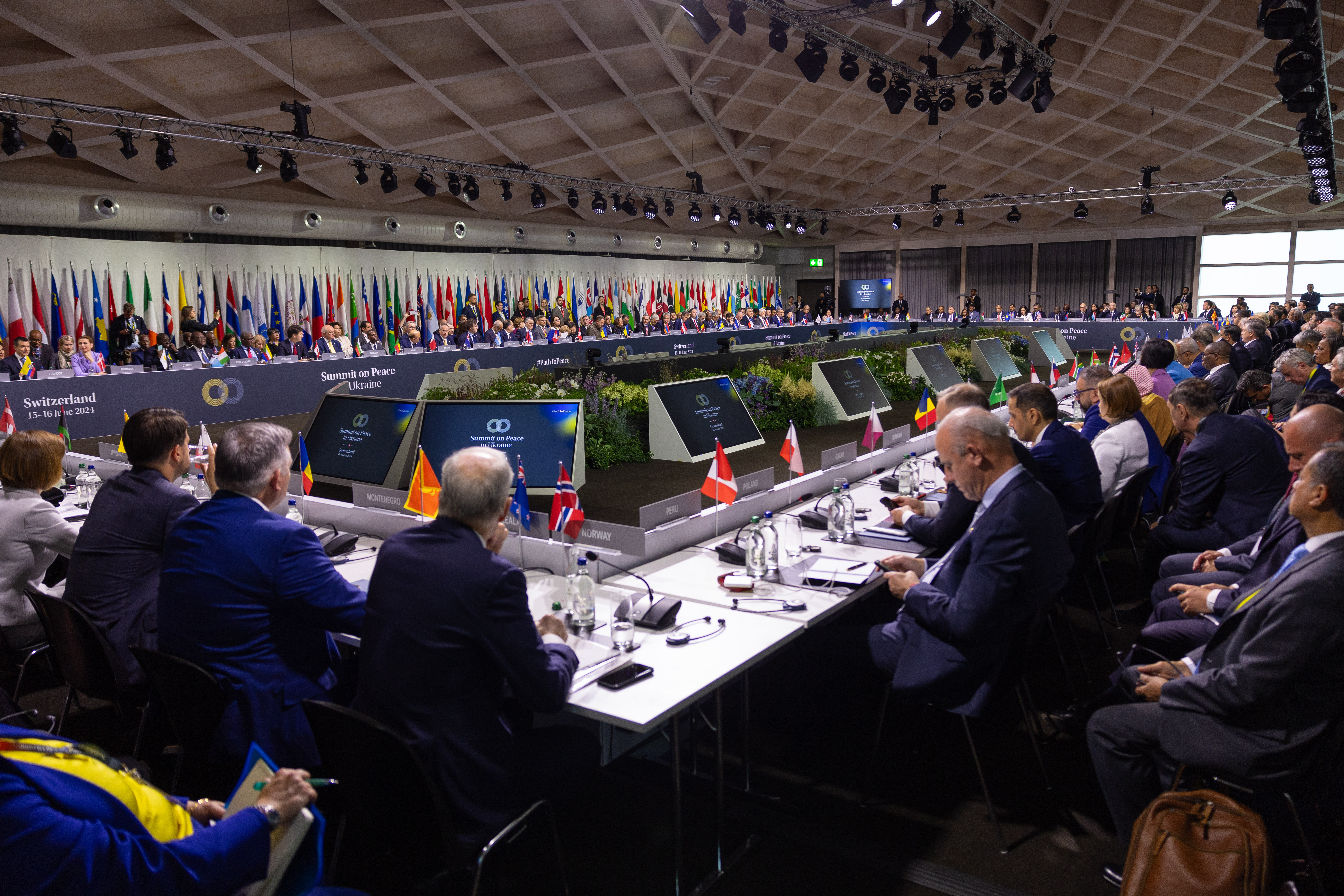
Рабочее заседание конференции

Запланированной на июнь 2024 года конференции в Швейцарии предшествовала серия из четырёх международных конференций, направленных на мирное урегулирование полномасштабного вторжения России в Украину в феврале 2022 года.
24 июня 2023 года в Копенгагене состоялась первая встреча с участием представителей Украины, стран G7, Европейского союза (ЕС), Индии, Южной Африки, Бразилии и Турции с целью заручиться широкой международной поддержкой мирного процесса, основанного на предложении Украины из 10 пунктов. Представитель Европейской комиссии заявил, что на встрече был достигнут консенсус в отношении того, что мирный процесс должен основываться на принципах территориальной целостности и суверенитета, закреплённых в Уставе Организации Объединённых Наций.
Вторая встреча состоялась 5-6 августа 2023 года в Джидде, в ней приняли участие представители примерно 40 стран, включая Китай, Индию, государства-члены ЕС, Бразилию, Южную Африку, Индонезию, Мексику, Замбию, Египет и Соединённые Штаты (US). Были достигнуты договорённости о создании рабочих групп по тематике украинского мирного предложения из 10 пунктов и группы послов. Цель проведения встречи на уровне глав государств была «сочтена вероятной» на более поздний срок в 2023 году. Kyiv Post охарактеризовал украинский план из 10 пунктов как «широко» получивший поддержку на встрече.
В выходные дни, 28-29 октября 2023 года, на Мальте была организована третья встреча советников по национальной безопасности из 65 государств Европы, Южной Америки, арабского мира, Африки и Азии.
Четвёртая встреча состоялась в середине января 2024 года в Давосе, перед Всемирным экономическим форумом, в которой приняли участие представители 83 стран и международных организаций, в том числе 18 из Азии, без учёта Китая, и 12 из Африки. Сопредседатель встречи, министр иностранных дел Швейцарии Иньяцио Кассис, заявил, что встреча «прояснила вопросы для обсуждения», что ни Украина, ни Россия не согласились на территориальные уступки и что встреча на высоком уровне не была запланирована. 15 января, после встречи, президент Швейцарии Виола Амерд заявила, что Швейцария планирует организовать «возможную мирную конференцию».

## Исследовательский этап и подготовка
После переговоров с Зеленским в январе 2024 года швейцарские официальные лица начали предварительную фазу дискуссий с представителями Европейского союза, Китая, Индии, Южной Африки, Бразилии, Эфиопии и Саудовской Аравии относительно возможной мирной конференции высокого уровня, которая «основывается» на серии из четырёх конференций на уровне национальных советников.
10 апреля 2024 года Федеральный совет Швейцарии заявил, что конференция состоится в отеле «Бюргеншток» в июне 2024 года. Возможные даты проведения конференции 16-17 июня 2024 года. Швейцарские представители стремились убедить представителей самых разных государств принять в нём участие, и с этой целью Кассис посетил Китай и Индию.
Габриэль Люхингер из Федерального министерства иностранных дел Швейцарии и Иньяцио Кассис отвечали за подготовку конференции.
В выходные дни 27-28 апреля 2024 года в Катаре планировалось провести встречу представителей служб безопасности и администрации из стран G7 и неназванных стран Глобального Юга без участия представителей России в рамках подготовки к июньскому саммиту.

### Приглашённые страны
По состоянию на 8 апреля 2024 года ожидалось, что на конференцию будут приглашены представители от 80 до 100 государств. Возможное участие Китая рассматривалось в качестве ключевого вопроса. Представитель Министерства иностранных дел Швейцарии заявил, что «важно прислушиваться к мнению стран Глобального Юга, которые сыграют ключевую роль в возможном включении России в этот процесс». Президент Франции Эмманюэль Макрон подтвердил участие Франции.
В начале мая в МИД Швейцарии заявили, что не пригласили Россию для участия в мирном саммите «на этом этапе».
Китай «изучал возможность участия».
В ходе официального визита в Китай 16-17 мая Владимир Путин заявил, что обсуждал с Си Цзиньпинем вопрос участия Китая в саммите. Однако позднее Си Цзиньпин отказался отправлять своего представителя в Швейцарию. В этом его поддержали страны БРИКС и многие страны Глобального Юга, а также Израиль и США, которые также не планируют участие в конференции.
20 мая премьер-министр Индии Моди заявил, что Индия будет участвовать в конференции.
24 мая агентство Bloomberg сообщило о том, что президент США Джо Байден, скорее всего, не будет присутствовать на саммит в Швейцарии, поскольку он проходит в одно время с мероприятием по сбору средств на предвыборную кампанию. Также сообщалось, что саммит мира пропустит и вице-президент США Камала Харрис.
30 мая агентство Reuters сообщило о том, что власти Китая не будут принимать участие в мирной конференции по Украине, о чём они уведомили организаторов саммита. Причина отказа — форум не отвечает ряду требований Пекина. В частности, КНР настаивала на равноправном участии в саммите как Украины, так и России.

## Цели
Цель конференции — провести дискуссию на высоком уровне о «всеобъёмлющем, справедливом и прочном мире для Украины» в контексте международного права и Устава Организации Объединённых Наций, а также разработать планы по достижению мира.
По данным The Kyiv Independent, на конференции будут обсуждаться мирные предложения Украины из 10 пунктов.

## Участвующие государства

Карта участвующих государств
подписали итоговый документ
не подписали итоговый документ

В конференции приняли участие представители 92 стран, из 57 стран прибыли лидеры государств, а также 8 международных организаций. Около половины участников саммита представляла западный мир, остальные — страны «глобального Юга».
| Страна                                     | Глава делегации                               | Глава государства (правительства) | Министр                       | Уполномоченный представитель  | Подпись в комьюнике |
| ------------------------------------------ | --------------------------------------------- | --------------------------------- | ----------------------------- | ----------------------------- | ------------------- |
| Австралия                                  | Билл Шортен                                   |                                   | Yes                           |                               | [ 24 ]              |
| Австрия                                    | Карл Нехаммер                                 | Yes                               |                               |                               | [ 24 ]              |
| Албания                                    | Байрам Бегай                                  | Yes                               |                               |                               | [ 24 ]              |
| Андорра                                    | Ксавьер Эспот Самора                          | Yes                               |                               |                               | [ 24 ]              |
| Аргентина                                  | Хавьер Милей                                  | Yes                               |                               |                               | [ 24 ]              |
| Армения                                    | Армен Григорян                                |                                   | Yes                           |                               |                     |
| Бахрейн                                    | Абдуллатиф Аль-Заяни                          |                                   | Yes                           |                               |                     |
| Бельгия                                    | Александр Де Кро                              | Yes                               |                               |                               | [ 24 ]              |
| Бенин                                      | Олушегун Аджади Бакари                        |                                   | Yes                           |                               | [ 24 ]              |
| Болгария                                   | Димитар Борисов Главчев                       | Yes                               |                               |                               | [ 24 ]              |
| Босния и Герцеговина                       | Денис Бечирович                               | Yes                               |                               |                               | [ 24 ]              |
| Бразилия (наблюдатель)                     | Клаудия Фонсека Буцци                         |                                   |                               | Yes                           |                     |
| Венгрия                                    | Петер Сийярто                                 |                                   | Yes                           |                               | [ 24 ]              |
| Великобритания                             | Риши Сунак                                    | Yes                               |                               |                               | [ 24 ]              |
| Восточный Тимор                            | Шанана Гужман                                 | Yes                               |                               |                               | [ 24 ]              |
| Гамбия                                     | Исмаила Сисай                                 |                                   | Yes                           |                               | [ 24 ]              |
| Гана                                       | Нана Аддо Данква Акуфо-Аддо                   | Yes                               |                               |                               | [ 24 ]              |
| Гватемала                                  | Сесар Бернардо Аревало де Леон                | Yes                               |                               |                               | [ 24 ]              |
| Германия                                   | Олаф Шольц                                    | Yes                               |                               |                               | [ 24 ]              |
| Греция                                     | Кириакос Мицотакис                            | Yes                               |                               |                               | [ 24 ]              |
| Грузия                                     | Саломе Зурабишвили                            | Yes                               |                               |                               | [ 24 ]              |
| Дания                                      | Метте Фредериксен                             | Yes                               |                               |                               | [ 24 ]              |
| Доминиканская Республика                   | Луис Родольфо Абинадер Корона                 | Yes                               |                               |                               | [ 24 ]              |
| Израиль                                    | Йоэль Эдельштейн                              |                                   |                               | Yes                           | [ 24 ]              |
| Индия                                      | Павун Капар                                   |                                   |                               | Yes                           |                     |
| Индонезия                                  | Нгурах Сваджая                                |                                   |                               | Yes                           |                     |
| Иордания                                   | Ибрагим Аль-Джази                             |                                   | Yes                           |                               | Отозвала подпись    |
| Ирак                                       | Фуад Хусейн                                   |                                   | Yes                           |                               | Отозвал подпись     |
| Ирландия                                   | Саймон Харрис                                 | Yes                               |                               |                               | [ 24 ]              |
| Исландия                                   | Бьярни Бенедиктссон                           | Yes                               |                               |                               | [ 24 ]              |
| Испания                                    | Педро Санчес                                  | Yes                               |                               |                               | [ 24 ]              |
| Италия                                     | Джорджа Мелони                                | Yes                               |                               |                               | [ 24 ]              |
| Кабо-Верде                                 | Улиссеш Коррейя и Силва                       | Yes                               |                               |                               | [ 24 ]              |
| Канада                                     | Джастин Трюдо                                 | Yes                               |                               |                               | [ 24 ]              |
| Катар                                      | Мохаммед бин Абдулрахман бин Джассим Аль Тани | Yes                               |                               |                               | [ 24 ]              |
| Кения                                      | Уильям Руто                                   | Yes                               |                               |                               | [ 24 ]              |
| Кипр                                       | Никос Христодулидис                           | Yes                               |                               |                               | [ 24 ]              |
| Коморы                                     | Дойхир Дулкамал                               |                                   | Yes                           |                               |                     |
| Республика Корея                           | Кисун Бан                                     |                                   | Yes                           |                               | [ 24 ]              |
| Косово                                     | Вьоса Османи-Садриу                           |                                   |                               | Yes                           | [ 24 ]              |
| Коста-Рика                                 | Стефан Брюннер                                | Yes                               |                               |                               | [ 24 ]              |
| Кот-д’Ивуар                                | Алассан Уаттара                               | Yes                               |                               |                               | [ 24 ]              |
| Латвия                                     | Эдгар Ринкевич                                | Yes                               |                               |                               | [ 24 ]              |
| Либерия                                    | Нату Освальд Тве                              |                                   | Yes                           |                               | [ 24 ]              |
| Ливия                                      | Мухаммад Юнис Аль-Манфи                       | Yes                               |                               |                               |                     |
| Литва                                      | Гитанас Науседа                               | Yes                               |                               |                               | [ 24 ]              |
| Лихтенштейн                                | Даниэль Риш                                   | Yes                               |                               |                               | [ 24 ]              |
| Люксембург                                 | Люк Фриден                                    | Yes                               |                               |                               | [ 24 ]              |
| Мавритания                                 | Мохаммед Яхья Сааид                           |                                   | Yes                           |                               |                     |
| Мальта                                     | Мириам Спитери Дебоно                         | Yes                               |                               |                               | [ 24 ]              |
| Мексика                                    | Алисия Барсена                                |                                   | Yes                           |                               |                     |
| Молдова                                    | Майя Санду                                    | Yes                               |                               |                               | [ 24 ]              |
| Монако                                     | Изабель Берро                                 |                                   | Yes                           |                               | [ 24 ]              |
| Нидерланды                                 | Марк Рютте                                    | Yes                               |                               |                               | [ 24 ]              |
| Новая Зеландия                             | Марк Митчелл                                  |                                   | Yes                           |                               | [ 24 ]              |
| Норвегия                                   | Йонас Гар Стёре                               | Yes                               |                               |                               | [ 24 ]              |
| ОАЭ                                        | Анвар Гаргаш                                  |                                   |                               | Yes                           |                     |
| Палау                                      | Сурангел Уиппс-младший                        | Yes                               |                               |                               | [ 24 ]              |
| Перу                                       | Хавьер Гонсалес-Олаэчеа                       |                                   | Yes                           |                               | [ 24 ]              |
| Польша                                     | Анджей Дуда                                   | Yes                               |                               |                               | [ 24 ]              |
| Португалия                                 | Марселу Ребелу де Соуза                       | Yes                               |                               |                               | [ 24 ]              |
| Руанда                                     | Венсан Бирута                                 |                                   | Yes                           |                               | Отозвала подпись    |
| Румыния                                    | Луминица Одобеску                             |                                   | Yes                           |                               | [ 24 ]              |
| Сан-Марино                                 | Лука Беккари                                  |                                   | Yes                           |                               | [ 24 ]              |
| Сан-Томе и Принсипи                        | Гарет Гваделупе                               |                                   | Yes                           |                               | [ 24 ]              |
| Саудовская Аравия                          | Фейсал ибн Фархан Аль Сауд                    |                                   | Yes                           |                               |                     |
| Святой Престол (наблюдатель)               | Пьетро Паролин                                |                                   | Yes                           |                               | Особая позиция      |
| Северная Македония                         | Гордана Силяновская-Давкова                   | Yes                               |                               |                               | [ 24 ]              |
| Сербия                                     | Марко Джурич                                  |                                   | Yes                           |                               | [ 24 ]              |
| Сингапур                                   | Сим Анн                                       |                                   | Yes                           |                               | [ 24 ]              |
| Словакия                                   | Юрай Бланар                                   |                                   | Yes                           |                               | [ 24 ]              |
| Словения                                   | Наташа Пирц-Мусар                             | Yes                               |                               |                               | [ 24 ]              |
| Сомали                                     | Хасан Шейх Махмуд                             | Yes                               |                               |                               | [ 24 ]              |
| Суринам                                    | Альберт Рамдин                                |                                   | Yes                           |                               | [ 24 ]              |
| США                                        | Камала Харрис                                 | Yes                               |                               |                               | [ 24 ]              |
| Таиланд                                    | Русс Джаличандра                              |                                   | Yes                           |                               |                     |
| Турция                                     | Хакан Фидан                                   |                                   | Yes                           |                               | [ 24 ]              |
| Украина                                    | Владимир Зеленский                            | Yes                               |                               |                               | [ 24 ]              |
| Уругвай                                    | Омар Паганини                                 |                                   | Yes                           |                               | [ 24 ]              |
| Фиджи                                      | Рату Уильям Маивалили Катонивере              | Yes                               |                               |                               | [ 24 ]              |
| Филиппины                                  | Карлито Гольвес-младший                       |                                   |                               | Yes                           | [ 24 ]              |
| Финляндия                                  | Кай-Ёран Александр Стубб                      | Yes                               |                               |                               | [ 24 ]              |
| Франция                                    | Эмманюэль Макрон                              | Yes                               |                               |                               | [ 24 ]              |
| Хорватия                                   | Андрей Пленкович                              | Yes                               |                               |                               | [ 24 ]              |
| Черногория                                 | Яков Милатович                                | Yes                               |                               |                               | [ 24 ]              |
| Чехия                                      | Петр Павел                                    | Yes                               |                               |                               | [ 24 ]              |
| Чили                                       | Габриэль Борич                                | Yes                               |                               |                               | [ 24 ]              |
| Швеция                                     | Ульф Кристерссон                              | Yes                               |                               |                               | [ 24 ]              |
| Эквадор                                    | Даниэль Нобоа                                 | Yes                               |                               |                               | [ 24 ]              |
| Эстония                                    | Кая Каллас                                    | Yes                               |                               |                               | [ 24 ]              |
| ЮАР                                        | Сидней Муфамади                               |                                   |                               | Yes                           |                     |
| Япония                                     | Фумио Кисида                                  | Yes                               |                               |                               | [ 24 ]              |
|                                            |                                               | 57                                | 29                            | 6                             | 77                  |
| Подписали коммюнике, не участвуя в саммите |                                               |                                   |                               |                               |                     |
| Антигуа и Барбуда                          | Антигуа и Барбуда                             | Антигуа и Барбуда                 | Антигуа и Барбуда             | Антигуа и Барбуда             | [ 27 ]              |
| Барбадос                                   | Барбадос                                      | Барбадос                          | Барбадос                      | Барбадос                      | [ 28 ]              |
| Ботсвана                                   | Ботсвана                                      | Ботсвана                          | Ботсвана                      | Ботсвана                      | [ 28 ]              |
| Гайана                                     | Гайана                                        | Гайана                            | Гайана                        | Гайана                        | [ 28 ]              |
| Замбия                                     | Замбия                                        | Замбия                            | Замбия                        | Замбия                        | [ 29 ]              |
| Маврикий                                   | Маврикий                                      | Маврикий                          | Маврикий                      | Маврикий                      | [ 28 ]              |
| Малави                                     | Малави                                        | Малави                            | Малави                        | Малави                        | [ 28 ]              |
| Маршалловы Острова                         | Маршалловы Острова                            | Маршалловы Острова                | Маршалловы Острова            | Маршалловы Острова            | [ 28 ]              |
| Панама                                     | Панама                                        | Панама                            | Панама                        | Панама                        | [ 28 ]              |
| Папуа — Новая Гвинея                       | Папуа — Новая Гвинея                          | Папуа — Новая Гвинея              | Папуа — Новая Гвинея          | Папуа — Новая Гвинея          | [ 28 ]              |
| Парагвай                                   | Парагвай                                      | Парагвай                          | Парагвай                      | Парагвай                      | [ 28 ]              |
| Тонга                                      | Тонга                                         | Тонга                             | Тонга                         | Тонга                         | [ 28 ]              |
| Федеративные Штаты Микронезии              | Федеративные Штаты Микронезии                 | Федеративные Штаты Микронезии     | Федеративные Штаты Микронезии | Федеративные Штаты Микронезии | [ 28 ]              |
| 13                                         | 13                                            | 13                                | 13                            | 13                            | 90                  |

Также в конференции приняли участие организации.
| Организации                                           | Глава делегации                                                                                                | Подпись в комьюнике         |
| ----------------------------------------------------- | --- | --------------------------- |
| Совет Европы                                          | Мария Пейчинович-Бурич, генеральный секретарь Совета Европы                                                    | [ 24 ]                      |
| Вселенский патриархат Константинополя (наблюдатель)   | Варфоломей I, архиепископ Константинополя — Нового Рима и Вселенский патриарх                                  | Подписал после конференции  |
| Европейская комиссия                                  | Урсула фон дер Ляйен, председатель Европейской комиссии                                                        | [ 24 ]                      |
| Европейский совет                                     | Шарль Мишель, председатель Европейского совета                                                                 | [ 24 ]                      |
| Европейский парламент                                 | Роберта Метсола, председатель Европейского парламента                                                          | [ 24 ]                      |
| Организация американских государств                   | Луис Альмагро, генеральный секретарь Организации американских государств                                       | Подписала после конференции |
| Организация по безопасности и сотрудничеству в Европе | Ен Борг, действующий председатель Организации по безопасности и сотрудничеству в Европе                        |                             |
| Организация Объединённых Наций (наблюдатель)          | Розмари Ди Карло, заместитель генерального секретаря ООН по политическим вопросам и вопросам миростроительства |                             |
| 8                                                     | | 6                           |

## Итоговый документ
Страны, подписавшие документ, признают все страны в пределах их международно признанных границ, включая Украину, а также выступают за решение конфликтов мирным путём. Украинские АЭС, включая Запорожскую, должны безопасно функционировать под контролем Украины.
В документе подписанты выражали поддержку базовых резолюций Генеральной ассамблеи ООН относительно российской агрессии против Украины, в которых осуждалось российское вторжение и звучал призыв к полному выводу войск России с территории Украины.
Документ декларирует недопустимость угроз применения ядерного оружия в контексте вторжения России на Украину. Безопасное и свободное судоходство в Чёрном и Азовском морях имеют решающее значение для мировой продовольственной безопасности. Сельхозпродукция украинского производства должна поставляться в страны, заинтересованные в этой продукции.
Должен быть произведён полный обмен военнопленными. Все мирные жители Украины, включая детей, незаконно перемещённые через границу и депортированные, должны вернуться на Украину.
Изначально документ подписали 80 стран из присутствующих. Исключение составили Армения, Бахрейн, Индия, Индонезия, Ливия, Мексика, ОАЭ, Саудовская Аравия, Таиланд, ЮАР.

## Фактические итоги конференции
В обзоре BBC отмечается, что если бы в конференции приняло участие небольшое число стран, то это был бы явный провал. Но повестка была уменьшена с десяти пунктов мирного плана Зеленского до трёх наиболее консенсусных, поэтому, несмотря на усилия России, в работе саммита приняли участие делегации 93 стран и 8 организаций, что большинство наблюдателей оценило как очень хороший результат.
Выступления делегатов показало, что не для всех российское вторжение в Украину является проблемой номер один и не все участники полностью разделяют позицию Украины.
Текст итогового заявления был изложен в максимально мягких формулировках, однако украинская делегация была им полностью удовлетворена.
Анализируя результаты конференции, Блумберг отмечает, что Бразилия, Индия и ЮАР не подписали итоговый документ, а Китай вообще отказался принимать участие в мероприятии. Кроме того, указывается, что представители ряда стран дали понять, что план достижения мира без участия России работать не будет. Исходя из этого делается вывод, что Зеленскому не удалось привлечь на свою сторону страны Глобального Юга,  и в деле отражения российской агрессии Украина более всего полагается на Запад.